# 소송도 (여수시)
소송도(小松島)는 전라남도 여수시 돌산읍에 있는 섬이다. 특정도서로 지정하여 관리되고 있다.

## 특정도서
소송도는 왜가리 집단번식지(둥지 1,500여개)가 있어 「독도 등 도서지역의 생태계보전에 관한 특별법」에 의거 특정도서로 지정되었다.
- 지정번호 : 제148호
- 면적 : 9,917m2
- 지번 : 전라남도 여수시 돌산읍 둔내리 산232